# بیله آگوست
بیله آگوست (دانمارکی: Bille August؛ زادهٔ ۹ نوامبر ۱۹۴۸) کارگردان دانمارکی سینما و تلویزیون برندهٔ جایزه اسکار است. فیلم پله فاتح (۱۹۸۷) برنده جوایز نخل طلا، اسکار و گلدن گلوب شد. وی یکی از هفت کارگردانی است که توانسته‌است دو بار نخل طلایی را بدست بیاورد. بیله بار دوم با فیلم بهترین نیات در سال ۱۹۹۲ توانست نخل طلا را ز آن خود کند.

## گزیده فیلم‌شناسی
- ارنگارد: هنر اغواگری - ۲۰۲۳
- یک مرد خوشبخت - ۲۰۱۸
- ۵۵ قدم - ۲۰۱۷
- قلب آرام - ۲۰۱۴
- قطار شبانه لیسبون - ۲۰۱۳
- عشق ماری - ۲۰۱۲
- هر کس سینمای خودش - ۲۰۰۷
- بدرود بافانا - ۲۰۰۷
- بازگشت به فرستنده - ۲۰۰۴
- بینوایان - ۱۹۹۸
- اورشلیم - ۱۹۹۶
- خانه اشباح - ۱۹۹۳
- بهترین نیات - ۱۹۹۲
- پله فاتح - ۱۹۸۷
- زاپا - ۱۹۸۳
- در زندگیم - ۱۹۷۸